# Karlheinz Klüter
Karlheinz Klüter (* 1935 in Iserlohn; † 28. Februar 2013 in Bodrum) war ein deutscher Fotograf, Grafiker und Musikproduzent.

## Leben
Klüter entdeckte als Jugendlicher seine Liebe zur Fotografie und zum Jazz. Er war Mitbegründer des Dixie-Clubs in Menden und des Jazzclubs Henkelmann in Iserlohn, organisierte dort Konzerte, zu denen er auch Weltstars holen konnte, und produzierte LPs (JG-Records).
Klüter gründete 1970 das International New Jazz Meeting Burg Altena mit. Von 1974 bis 1983 organisierte er anschließend das Jazz-Fest in der Balver Höhle. Die Balver Festivals hatten den Schwerpunkt ebenfalls im neuen Jazz, eröffneten allerdings traditionell mit „Hot Jazz“. In dieser Zeit machte er auch zahlreiche Fotografien, die in der nationalen und internationalen Fachpresse veröffentlicht wurden. Zuletzt zeigte Klüter sie in Iserlohn im Jahr 2007 gemeinsam mit Hans H. Schneider in der Städtischen Galerie in der Ausstellung „Jazzfotografie – Jazz in Iserlohn“.
1984 übersiedelte Klüter in die Türkei, wo er mit seiner Frau ein Touristikunternehmen aufbaute, das komfortable Mittelmeerkreuzfahrten mit Segelbooten durchführte, und nach einer Krebserkrankung 2013 verstarb.